# Erik Friberg
Erik Friberg (ur. 10 lutego 1986 w Lindome) – szwedzki piłkarz występujący na pozycji pomocnika.

## Kariera klubowa
Friberg karierę rozpoczynał w 2005 roku w trzecioligowym zespole Västra Frölunda IF. W 2007 roku przeszedł do drugoligowego BK Häcken. W 2008 roku awansował z nim do Allsvenskan. W lidze tej zadebiutował 4 kwietnia 2009 roku w przegranym 0:1 pojedynku z Malmö FF. 16 lipca 2009 roku w wygranym 2:0 spotkaniu z Hammarby IF strzelił pierwszego gola w Allsvenskan. Graczem Häcken był przez cztery sezony.
W 2011 roku Friberg podpisał kontrakt z amerykańskim Seattle Sounders FC. W MLS pierwszy raz wystąpił 16 marca 2011 roku w przegranym 0:1 meczu z Los Angeles Galaxy. 24 czerwca 2011 roku w wygranym 4:2 pojedynku z New York Red Bulls zdobył pierwszą bramkę w MLS. W Seattle spędził sezon 2011.
W 2012 roku Friberg wrócił do Szwecji, gdzie został graczem klubu Malmö FF, występującego w Allsvenskan. Zadebiutował tam 2 kwietnia 2012 roku w zremisowanym 0:0 meczu z Gefle IF. W sezonie 2014/2015 był piłkarzem Bologny. W 2015 grał też w Esbjerg fB, a następnie wrócił do Seattle Sounders. W 2017 wrócił do BK Häcken.

## Kariera reprezentacyjna
W reprezentacji Szwecji Friberg zadebiutował 18 stycznia 2012 roku w wygranym 2:0 towarzyskim meczu z Bahrajnem.